# Željko Pahek
Željko Pahek, född 1954 i Županja i Kroatien, dåvarande Jugoslavien, är en serbisk och kroatisk serieskapare.
Han är skapare av bland annat "La Légion des imperméables" (aka "The Legion Of The Waterproof"),, "Moby Dick" och "Error data".

## Verk

### Tecknade serier
- Astro-iđani, Jugoslavien /Serbien/, 1981-1983.
- Après le Mur..., Frankrike, 1990. (aka "Durch bruch”, “Breaktrough”)
- Once upon a time in the future, Förenta staterna, 1991.
- Depilacija mozga, Jugoslavien /Serbien/, 1997.
- Badi kukavica i druge priče, Jugoslavien /Serbien/, 2001.
- Moby Dick 1-2, Frankrike, 2005.
- 1300 kadrova, Bosnien-Hercegovina, 2014.
- Error Data (Chronicles by a Burnt Out Robot), England, 2016.[2]
- La Légion des imperméables, France, 2016.[3] (original title: "Legija nepromočivih"; int. title: "The Legion Of The Waterproof")

### Illustrationer
Robert Heinlein, Philip K. Dick, Arthur C. Clarke, Douglas Adams, Terry Pratchett, Tim Powers, Slobodan Škerović.